# Dánae (Gentileschi)
Dánae es un cuadro atribuido a la pintora italiana Artemisia Gentileschi (también se concede su autoría a su padre, Orazio Gentileschi, pues Artemisia pertenecía a su taller) que realizó para Giovanni Antonio Sauli.Se encuentra ubicado en el Museo de Arte de San Luis, en Estados Unidos. 
De temática mitológica, fue realizado en torno a 1612, por lo que se percibe el estilo caravaggista de su pintura de esa época. La temática que escoge Gentileschi puede ser un reflejo del terrible episodio por el que tuvo que pasar a los 19 años, cuando fue violada por su instructor de pintura, Agostino Tassi y el posterior proceso inquisitorial por el que tuvo que pasar a continuación.

## Descripción
La pintura refleja la escena más famosa del mito de Dánae: su fecundación por el dios Zeus. Según la mitología griega Dánae era hija de Acrisio, rey de Argos, y Eurídice, hija de Lacedemón. Decepcionado por no tener herederos varones, Acrisio consultó un oráculo para saber si esto cambiaría. El oráculo le dijo que fuese al fin de la Tierra donde sería asesinado por el hijo de su hija. Para que esta no tuviese hijos, Acrisio la encerró en una torre de bronce o en una cueva (según las versiones de Apolodoro y de Pausanias). Pero Zeus logró tener relaciones con ella transformado en ducha o lluvia de oro y la dejó embarazada. Poco después nació su hijo Perseo, que con el tiempo cumpliría la profecía sin quererlo.
El tema de Dánae fecundada por Zeus, que Sófocles cita en su Antígona, es uno de los más reproducidos en la historia del arte.